# Латте Лат, Эммануэль
 Эммануэль Делан Джуниор Латте Лат  (фр. Emmanuel Delan Junior Latte Lath; род. 1 января 1999, Маркори, Абиджан) — ивуарийский футболист, нападающий американского клуба «Атланта Юнайтед» и сборной Кот-д’Ивуара.

## Клубная карьера

### Начало карьеры
Родился в городке Маркори, пригороде Абиджана, а в возрасте 8 лет вместе с матерью перебрался в Италию, провинцию Кремона, где уже жил его отец. Начал заниматься футболом в местной команде «Эсперия», а в возрасте 10 лет перешёл в школу «Аталанты».

### «Аталанта»
В сезоне 2015/16 в составе юношеской команды «Аталанты (до 17 лет)» выиграл молодёжное первенство Италии (Примавера C), а также стал лучшим бомбардиром турнира, забив 23 мяча в 29 играх.
Начиная с сезона 2016/17 стал привлекаться к основному составу. 13 августа 2016 года дебютировал за «Аталанту» в победном матче Кубка Италии против «Кремонезе» (3:0), выйдя на замену вместо Алехандро Гомеса. 11 января 2017 года Латте Лат забил свой первый гол за «Аталанту» в четвертьфинале Кубка Италии против «Ювентуса» (2:3).
Перед началом сезона 2017/18 был отдан в годичную аренду в команду Серии Б «Пескару», но, не сыграв ни одной игры, в январе 2018 года вернулся обратно в «Аталанту». С 2018 по 2021 год пять раз отправлялся в аренды в различные команды серии C — «Пистойезе», «Каррарезе», «Имолезе», «Пьянезе», а наиболее успешно проявил себя в «Про Патрия», забив в сезоне 2020/21 9 голов в 34 матчах.
В июле 2021 года на правах аренды перешёл в клуб Серии Б СПАЛ. Уже в своей второй игре забил дебютный гол, в домашнем поединке против «Порденоне» (5:0), но затем выбыл на несколько месяцев из-за травмы бедра и по итогам сезона забил лишь 3 мяча в 19 матчах.

### «Санкт-Галлен»
2 июля 2022 года на правах сезонной аренды Латте Лат присоединился к клубу швейцарской Суперлиги «Санкт-Галлен». Дебютировал 17 июля в гостевом матче против «Серветта» (0:1), а 6 августа забил первый гол в матче против «Грассхоппера» (2:3). Всего, Латте Лат забил 16 голов в 34 матчах, проведя свой самый результативный сезон в профессиональной карьере и вызвав к себе интерес ряда клубов — «Базеля», «Алавеса» и «Лудогорца».

### «Мидлсбро»
15 августа 2023 года нападающий подписал 4-летний контракт с клубом английского Чемпионшипа «Мидлсбро». Дебютировал 19 августа в домашней встрече против «Хаддерсфилд Таун» (1:1), выйдя в стартовом составе.

## Международная карьера
В июне 2024 года получил первый вызов в сборную Кот-д’Ивуара. Дебютировал 7 июня, выйдя на замену вместо Умара Диаките в домашнем матче против сборной Габона (1:0).

## Достижения
«Аталанта»
- Чемпион молодёжного первенства (до 17 лет) : 2015/16